# Chichihuatlaco
Chichihuatlaco är en ort i Mexiko.   Den ligger i kommunen Atlixtac och delstaten Guerrero, i den sydöstra delen av landet, 230 km söder om huvudstaden Mexico City. Chichihuatlaco ligger 2 031 meter över havet och antalet invånare är 268.
Terrängen runt Chichihuatlaco är bergig åt sydväst, men åt nordost är den kuperad. Runt Chichihuatlaco är det ganska glesbefolkat, med 43 invånare per kvadratkilometer. Närmaste större samhälle är Zoquitlán, 2,7 km söder om Chichihuatlaco. I omgivningarna runt Chichihuatlaco växer huvudsakligen savannskog.